# Протока без названия
Протока без названия находится в России, протекает по территории Гончаровского сельского поселения Выборгского района Ленинградской области. Длина ручья — 4,5 км.
Протока берёт начало из озера Глубокого на высоте 17,7 м над уровнем моря и далее течёт преимущественно в северном направлении по заболоченной местности.
Впадает в озеро Большое Раковое на высоте 12,9 м над уровнем моря.
К бассейну протоки также относится озеро Ториковское.
Населённые пункты на протоке отсутствуют.
Код объекта в государственном водном реестре — 01040300212002000009655.